# Taeniophyllum malianum
Taeniophyllum malianum är en orkidéart som beskrevs av Rudolf Schlechter. Taeniophyllum malianum ingår i släktet Taeniophyllum och familjen orkidéer. Inga underarter finns listade i Catalogue of Life.